# Krzemienica (przystanek kolejowy)
Krzemienica – przystanek kolejowy w Krzemienicy, w województwie podkarpackim, w Polsce.

## Ruch pasażerski
| Rok  | Wymiana pasażerska na dobę |
| ---- | -------------------------- |
| 2017 | 200-299                    |
| 2022 | 300-399                    |